# Mark Deutsch
Mark Deutsch (* 1961 oder 1962; † um 5. Mai 2025) war ein US-amerikanischer Jazzmusiker und Weltmusikkünstler (Kontrabass, Sitar).

## Leben und Wirken
Deutsch, der in St. Louis aufwuchs, hatte seit seinem zwölften Lebensjahr professionelle Auftritte als Musiker. Am Saint Louis Conservatory of Music erhielt er eine klassische Ausbildung am Kontrabass und spielte schließlich Sitar.
Seit den 1980er Jahren sammelte er Erfahrungen in klassischen Orchester- und Weltmusik-Ensembles, Jazzcombos und als Sitarsolist. Während seines Studiums nordindischer klassischer Musik bei dem Sitar- und Surbahar-Meister Imrat Khan (dem jüngeren Bruder von Vilayat Khan) befasste er sich mit den universellen Grundlagen der Musik und ihren zugrunde liegenden Frequenzstrukturen. Dies führte ihn wiederum zu der Suche nach einem Instrument, das seine Erkenntnisse reproduzieren konnte. Zwischen 1993 und 1997 entwickelte Deutsch den Bazantar, einen sechssaitigen Kontrabass mit 29 Resonanzsaiten und vier Bordunsaiten, der 1999 patentiert wurde. Dessen Klang verband angeblich die Kraft westlicher klassischer Musik mit der Spiritualität östlicher Traditionen.
Unter eigenem Namen legte Deutsch 1999 das selbstproduzierte Album Fool – Bazantar/Sitar vor. 2023 folgte das Duoalbum California Street Sessions mit J. D. Parran. Im Bereich des Jazz war er laut Tom Lord zwischen 1989 und 2005 an sieben Aufnahmesessions beteiligt. u. a. mit Dennis González (Herido: Live at St. James Cathedral, Chicago, 2001), J. D. Parran (Omegathorp: Living City) und Lloyd Miller. Deutsch starb 2025 im Alter von 63 Jahren.